# Sillago sinica
Sillago sinica is een straalvinnige vissensoort uit de familie van de witte baarzen (Sillaginidae). De wetenschappelijke naam van de soort is voor het eerst geldig gepubliceerd in 2011 door Gao & Xue.